# Gambara (Balzac)
Gambara è un racconto di Honoré de Balzac, pubblicato nel 1837 nella Revue et gazette musical de Paris su richiesta di Maurice Schlesinger, editore musicale di Berlino, poi ripreso nella Commedia umana dove fa parte degli Studi filosofici.

## Storia editoriale
All'epoca della redazione, Balzac si recava ogni settimana al Théâtre-Italien nella loggia dei Guidoboni-Visconti, i quali gli avevano permesso di scoprire La Scala di Milano e le meraviglie di Venezia con l'intento di mandarlo a regolare qualche loro affare.
Nell'ottobre 1836 Maurice Schlesinger gli chiese la redazione di un racconto musicale per la Revue et gazette musicale de Paris. Balzac firmò allora un accordo in cui dichiarava di pubblicare la novella a partire dall'8 gennaio 1837, col titolo di Gambara o la Voce umana. Il personaggio è stato proposto dal suo segretario Auguste de Belloy. Lavorando a quest'idea, Balzac trovò l'ispirazione per un altro soggetto di novella, che intitolerà Massimilla Doni.
Gambara è dapprima pubblicato nella Revue et gazette musicale de Paris in cinque fascicoli dal 23 luglio al 20 agosto 1837, mentre Massimilla Doni vedrà la luce solo nel 1839, in seguito ad Una figlia d'Eva. Il testo fu editato in un volume, insieme al Gabinetto delle antichità, per le edizioni Souverain nel 1839, prima di inserirsi negli Studi filosofici dell'edizione Furne del 1846, in seguito a Massimilla Doni. Quest'ultima novella venne scritta in seguito al ritorno di un viaggio in Italia in cui Balzac fu così impressionato da questo paese da definirlo la "madre delle arti".
In quest'opera si evince la formidabile intuizione artistica dell'autore della Commedia umana. Mentre nel Capolavoro sconosciuto e nella Borsa esplora il genio del pittore, in Gambara tratta l'arte musicale attraverso il personaggio di un fabbricatore di strumenti divenuto un folle compositore di musica. Si ha l'impressione che l'autore abbia compreso appieno la composizione di un'opera musicale. Balzac fa dire a Gambara:
(Honoré de Balzac, Gambara)
Questo racconto, rimasto incompreso alla sua pubblicazione, venne riconosciuto in seguito come un'opera di grande spessore. I musicologi ne hanno rivelato pochissimi errori, tanto si era appassionatamente documentato Balzac. Per redigere queste due novelle musicali, l'autore aveva in effetti studiato la musica e consultato il musicista d'origine bavarese Jacques Strunz (1783-1853). Balzac aveva una cultura musicale così vasta che George Sand, nel corso di una conversazione sulla musica, rimase sbalordita dalle sue idee sull'opera, tanto da consigliare al romanziere di mettere per iscritto ciò che le aveva raccontato.

## Riassunto
Il conte Andrea Marcosini, nobile milanese, passeggia attorno al Palais-Royal di Parigi, quando scopre nella folla il viso straordinario di una donna dagli occhi di fuoco. La donna fugge alla sua vista, e inseguita in una sordida viuzza, questa scompare, dietro al Palais-Royal. L'uomo, invaghito dallo sguardo, si era "attaccato alle orme di una donna il cui costume annunciava una profonda, radicale, antica, inveterata miseria, che non era più bella di tante altre che vedeva ogni sera ai Bouffons, all'Opera". Il conte fece subito una ricerca e scoprì che la donna è sposata con un compositore chiamato Gambara, che fa anche il fabbricatore di strumenti, e che ha delle proprie teorie musicali e pratiche sconcertanti. La sua musica diventa bella solo quando è ubriaco. La moglie, Marianna, si sacrifica per lui, fa i lavori più umilianti per mantenerlo poiché crede davvero al genio incompreso del marito. Dopo aver tentato di salvare la coppia dalla miseria, dando a Gambara del denaro (o peggio di qualcosa per ubriacarsi), il conte alla fine scappa con la bella Marianna, che lascerà in seguito per una ballerina. La donna allora torna dal marito, in una condizione ancora più miserabile di prima.
In questo racconto Balzac descrive il Panarmonicon, allora di recente invenzione, presentato nel 1807 a Parigi da Johann Nepomuk Mälzel e che riproduceva sotto le dita del musicista una musica straordinaria: "La musica più pura e più soave che il conte abbia mai udito si sollevava dalle dita di Gambara come una nube d'incenso al di sopra d'un altare."